# Koilaragatti, Hadagalli
Koilaragatti là một làng thuộc tehsil Hadagalli, huyện Bellary, bang Karnataka, Ấn Độ.